# Геннадий Костромской и Любимоградский
Генна́дий Костромско́й и Любимогра́дский (Геннадий Могилёвский — бел. Генадзій Магілеўскі; в миру Григорий Иванович; начало XVI века, Могилёв — 23 января [2 февраля] 1565 — основатель Спасо-Геннадиева монастыря, ныне в Ярославской епархии.

## Жизнеописание
О Геннадии повествуют его житие (1584—1586) и «Повесть об обретении мощей» (конец 1640-х годов), он упоминается также в Житии преподобного Корнилия Комельского (1589).
Григорий родился в начале XVI века в Могилёве (тогда территория Великого княжества Литовского) в богатой семье боярина Ивана и его жены Елены. Был задумчив и склонен к уединению. Проявившаяся в нём сильная религиозность, стремление часто посещать монастыри вызвали недовольство родителей.
Тогда Григорий, переодевшись в бедную одежду, покинул родительский дом и направился в Москву. Посетив её святыни, отправился в Новгородскую землю вместе с неким Феодором, также стремившимся к иноческим подвигам. Друзья хотели поселиться в монастыре Александра Свирского, но тот прямо объявил, что у него «в пустыни младым отроком невозможно жити», и благословил их направиться в вологодские леса в Комельскую пустынь к преподобному Корнилию.
Вскоре Феодор вернулся в Москву, после у него была большая семья, дожил он до глубокой старости; Григорий же, напротив, пробыв там «во искусе довольно время», был пострижен с именем Геннадия. Вскоре он сделался образцовым иноком и любимым учеником Корнилия. Братия завидовала Геннадию; среди них возникли «ропта и непослушание» самому Корнилию.
Согласно житию Геннадия, избегая «бури злоречия, клеветы и шептания», или, согласно житию Корнилия, желая «наедине безмолвствовати», Корнилий вместе с Геннадием удалились на Сурское озеро в 25 км от Любима, бывшего в старину костромским пригородом (ныне это город Ярославской области). При помощи живших там государевых бортников иноки устроили келью и проводили время в трудах, «лес секуще и землю орюще»; для осушения болот они выкопали своими руками четыре пруда. По настоянию Великого князя Василия Ивановича Корнилий в 1529 году возвратился в свой Комельский монастырь, а «отходною пустынею», то есть новоустроенным Любимским лесным скитом, он «благословил» Геннадия. Эта пустынь получила впоследствии известность как Спасо-Геннадиев монастырь, настоятелем её Геннадий был до конца своих дней.

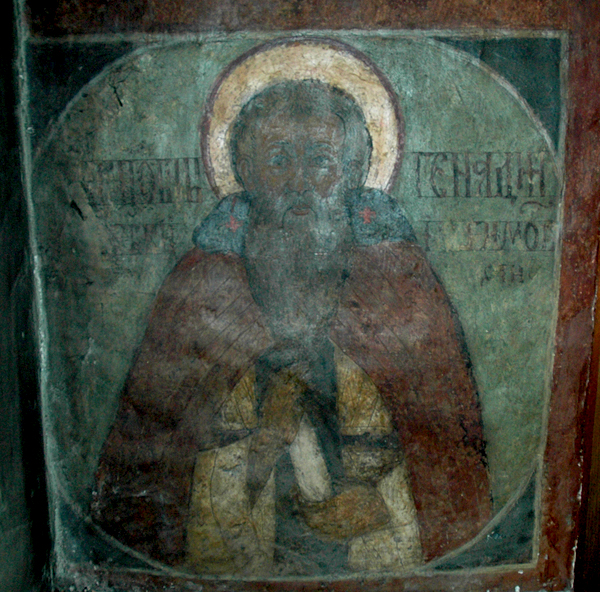
Преподобный Геннадий Костромской. Роспись оконного откоса в диаконнике, Сретенский монастырь, XVIII век.

Для немногочисленного, состоявшего из шестерых человек, братства была построена церковь во имя Преображения Господня. С помощью Великого князя Геннадий украсил церковь «всякою лепотою церковною»; Великий князь пожаловал и хлебную ругу.
С увеличением числа монахов Геннадий построил другую церковь во имя преподобного Сергия Радонежского. Игумен был для братии «образ смирения и терпения»: рубил и разносил по кельям дрова, трудился в поварне и пекарне, мыл власяницы; для отдыха он с любовью занимался иконописанием. Для «усмирения плоти» он носил на себе железные вериги и кресты. В рукописном житии Пахомия Нерехтского дан словесный портрет Святого Геннадия: «лета средние, власами рус, брадою черен, брада ако у Космы и Дамиана бессеребренников, ризы преподобническия схимничьи, руцы молебны».
Прославился Геннадий прозорливостью и исцелениями. Преподобный ходил иногда с Суры в Москву. Рассказывали, что в одну из таких своих побывок он навестил дом боярыни Юлиании Фёдоровны, жены Романа Юрьевича Захарьева, и, благословляя её детей, предсказал ей, что её дочь Анастасия будет царицей — та действительно стала женой царя Ивана Грозного. Захарьины же в благодарность помогли Геннадию возвести в своей обители второй храм — во имя преподобного Сергия Радонежского. Исцелил от тяжкой болезни боярина Бориса Палецкого, потом тот пожертвовал монастырю ценный колокол; и вологодского епископа Киприана. Геннадий был духовником Ивана Грозного и крестил его дочь Анну.
Геннадий, по свидетельству его ученика, «не умеяше грамоте» (то есть, не умел писать), но оставил два литературных труда аскетическо-назидательного характера, «Наставление новоначальному иноку» и предсмертное «Поучение ко братии и ко всем людем». В них Геннадий оставался верным завету своего наставника преподобного Корнилия: «приими древних святых отец разум, терпение, любовь и смирение, паче же молитву соборную и келейную и потрудися в подвизех нелицемерных». По мнению Геннадия, монах должен знать только церковь, трапезу да свою келью, «монастырские дела исправляти неропотливо, нелениво и безмятежно», беречь монастырское имущество, не быть «враждотворцем и неподобнословцем». Геннадий увещевал своих преемников и «крестьян насилием не обидети». Церковь для инока должна быть «земным небом». «Собора церковного не отлучайтеся, — увещевал Геннадий своих учеников, — первая бо мерзость монахом еже в церкви не приходити… Аще ли монах шесть недель святыни не причастится, несть монах». Неграмотный Геннадий советовал монахам приобретать книги. «Подобает бо вам, чада моя, — писал он, — в них вницати и ум прилагати к сведению разума».
23 января [2 февраля] 1565 преподобный мирно преставился и был погребён в созданном им монастыре.

## Почитание
Житие преподобного Геннадия, содержащее описание девятнадцати прижизненных и посмертных чудес, и канон ему написал его ученик и второй преемник игумен Алексий между 1584—1587 годами, поместив него духовное завещание, продиктованное самим Геннадием.
Предположительно в этих же годах была составлена и служба преподобному. Алексий возбуждал тогда дело о его канонизации, не получившее хода. Однако местное почитание началось сразу же после преставления: в монастыре и в Костроме были освящены церкви во имя преподобного Геннадия.
Мощи обретены 19 (29) августа 1644 при закладке каменного Преображенского собора на месте построенной Геннадием деревянной церкви: когда открыли гроб Геннадия, не только тело его, но и одежды оказались «целы и нерушимы и никакоже тлению предавшиеся». Мощи, поставленные на время в монастырской церкви Алексия Человека Божия, 23 ноября (3 декабря) 1646 были торжественно перенесены в новоосвящённую Преображенскую церковь и поставлены на вскрытии у правого клироса Блоговещенского придела. Тогда же по благословению патриарха Иосифа было установлено церковное празднование преподобному Геннадию. В 1861 году была напечатана служба с акафистом преподобному Геннадию, сочинённая Г. Карцевым и «пересочинённая» архиепископом Ярославским Нилом.
Мощи хранились вначале открыто, а затем «по неизвестным причинам и неизвестно когда были сокрыты под спуд». В начале 1920-х годов монастырь был закрыт, а мощи 28 сентября 1920 года вскрыты и вместе с принадлежавшими, как считается, Геннадию ковшом для сбора денег и топором вывезены в Ярославский губернский музей, где находились до середины 1930-х годов, дальнейшая судьба мощей неизвестна. С 1995 года возрождается Спасо-Геннадиев монастырь.
Память 23 января (5 февраля) — этот день выбран в 1983 году датой Собора Костромских святых, 23 мая (5 июня) в Собор Ростово-Ярославских святых и в третью неделю по Пятидесятнице в Собор белорусских святых.
К празднованию 350-летия со дня обретения мощей и 435-летию преставления Святого Геннадия учреждена награда Костромской епархии — нагрудный знак «Преподобный Геннадий Костромской и Любимоградский» I и II степеней, к которому предоставляются священнослужители и миряне за проявленную ревность и особый вклад в дело духовного возрождения Костромского края.